# Naherholungsgebiet

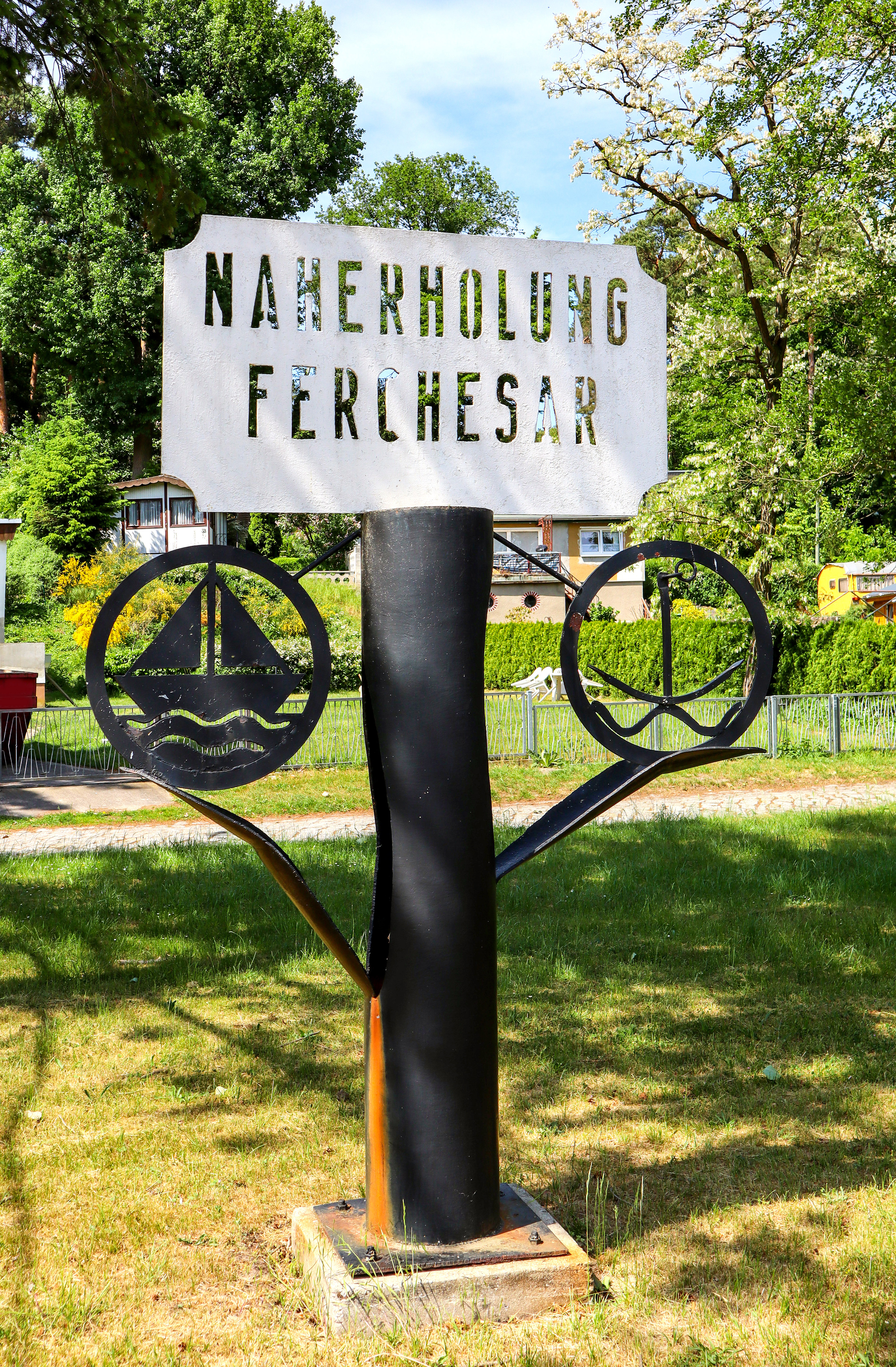
Hinweisschild für ein Naherholungsgebiet

Ein Naherholungsgebiet ist ein üblicherweise nicht oder wenig bebautes Gebiet in der Nähe von Großstädten oder Ballungsgebieten, das wegen seiner Bedeutung für die Erholung und Freizeitgestaltung der Bevölkerung bekannt ist.

## Beispiele
So werden zum Beispiel Wälder (wie der Fürther Stadtwald), Seenlandschaften (wie das Fränkische oder Mecklenburger Seenland), Parkanlagen (wie der Große Tiergarten in Berlin) oder Sportflächen als Naherholungsgebiete bezeichnet. Strand- oder Uferpromenaden mit allenfalls freiem Meerzugang (beispielsweise der Strandbereich von Venice Beach in Kalifornien, die Promenade de la Croisette in Cannes, die Promenade des Anglais in Nizza oder die Uferpromenade von Barcola in Triest) sind oft ebenfalls wichtige Naherholungsgebiete für die Stadtbevölkerung. Naherholungsgebiete besitzen teilweise den Status eines Naturschutzgebietes.
Bereits ein kleiner Badesee, ein Biotop oder eine Kneipp-Anlage in der Nähe kann für eine städtische Region die Funktion eines Naherholungsgebiets haben.
Erholungsgebiete, die neben dem örtlichen Einzugsbereich auch dem Fremdenverkehr dienen, können auch ein Urlaubsziel sein.

Beispiele für Naherholungsgebiete
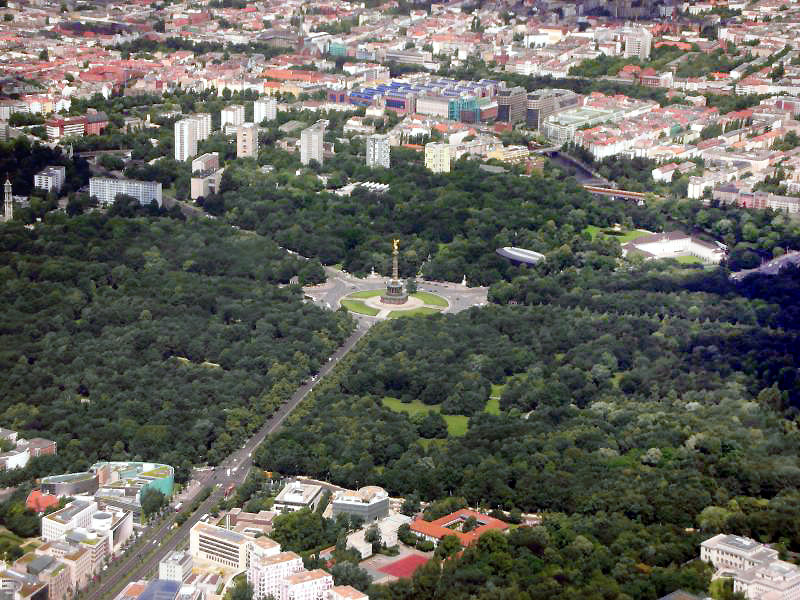
Eine städtische Parkanlage
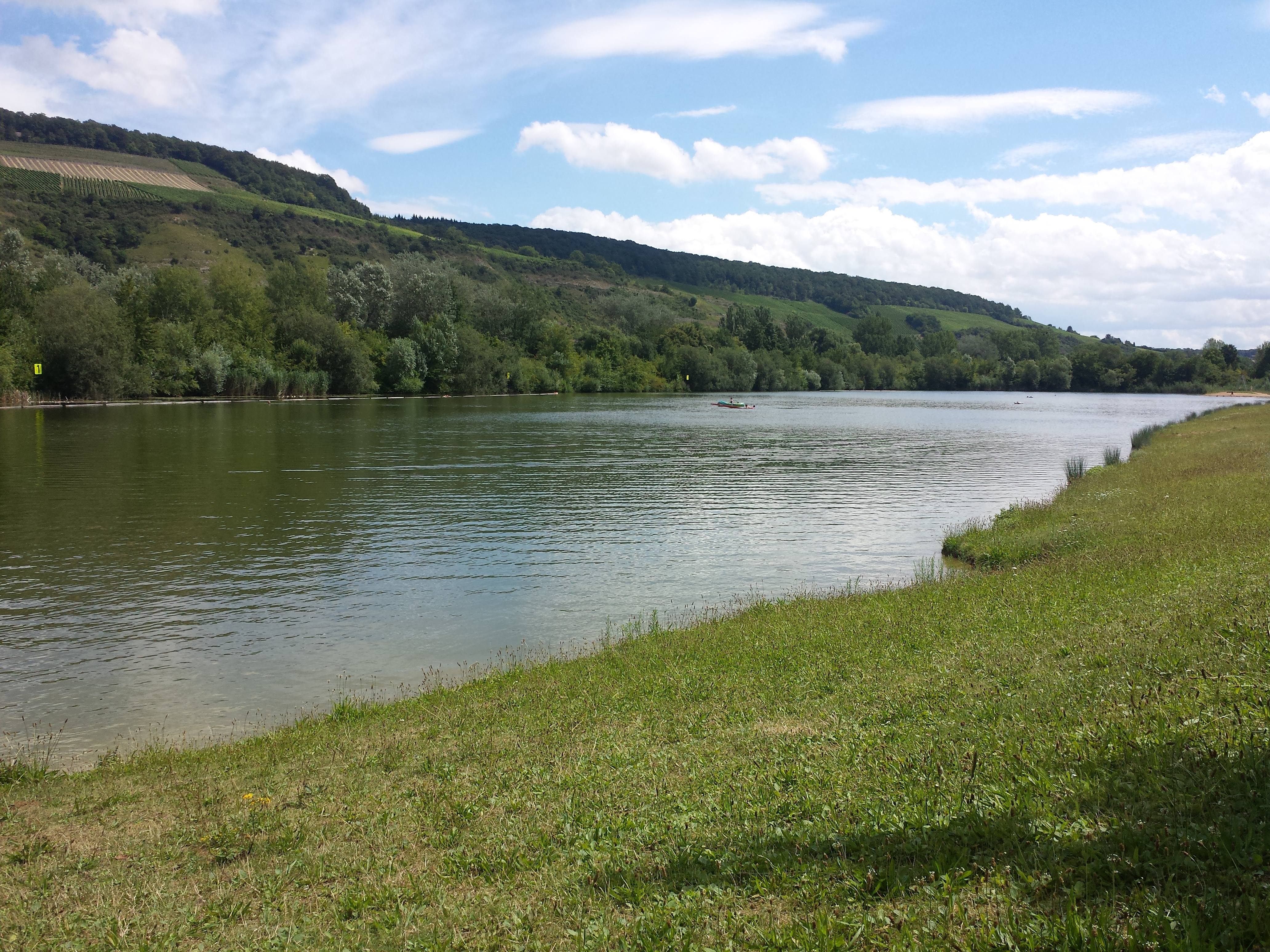
Ein Badesee
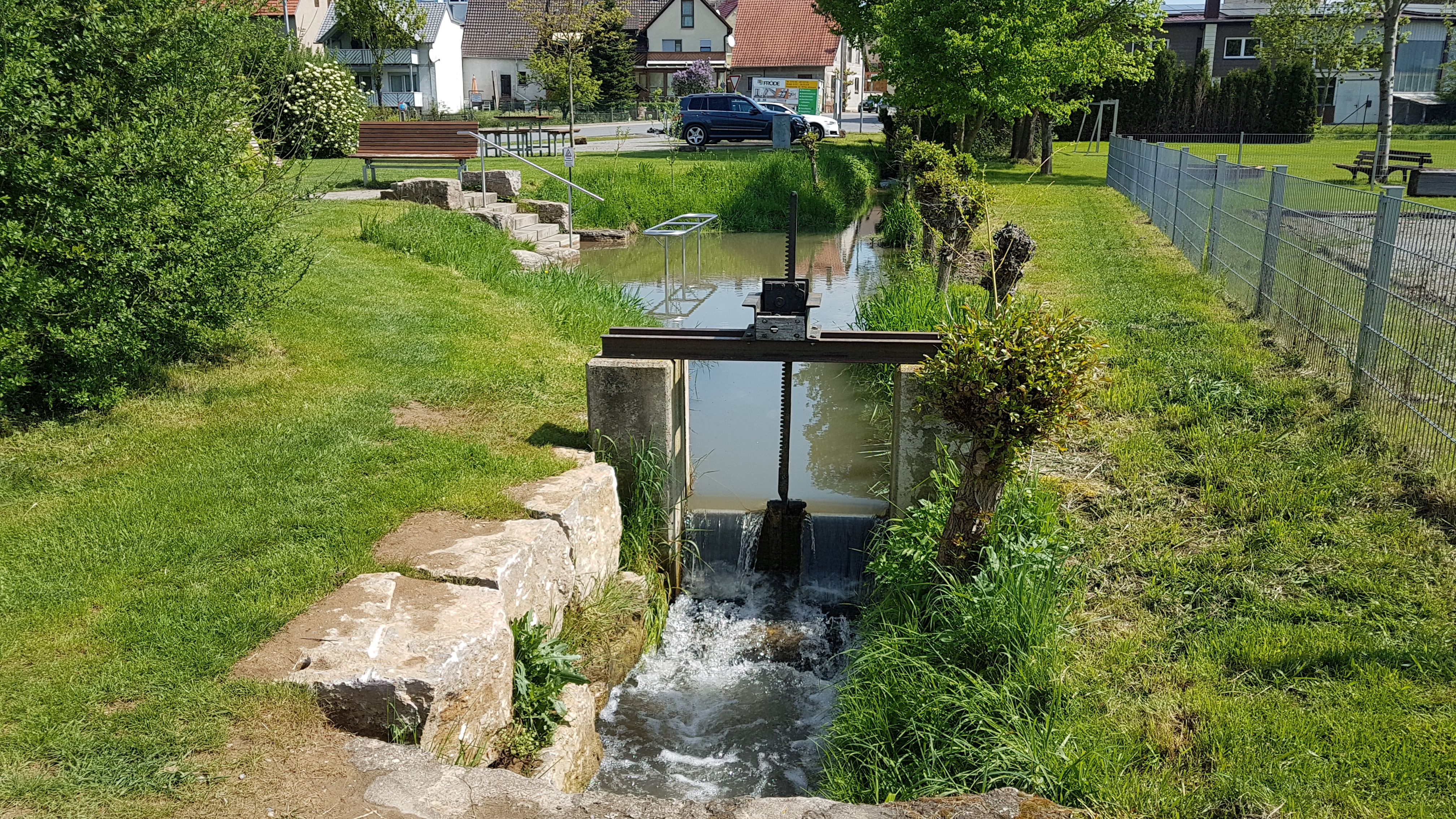
Eine Kneipp-Anlage mit angrenzenden Sportflächen
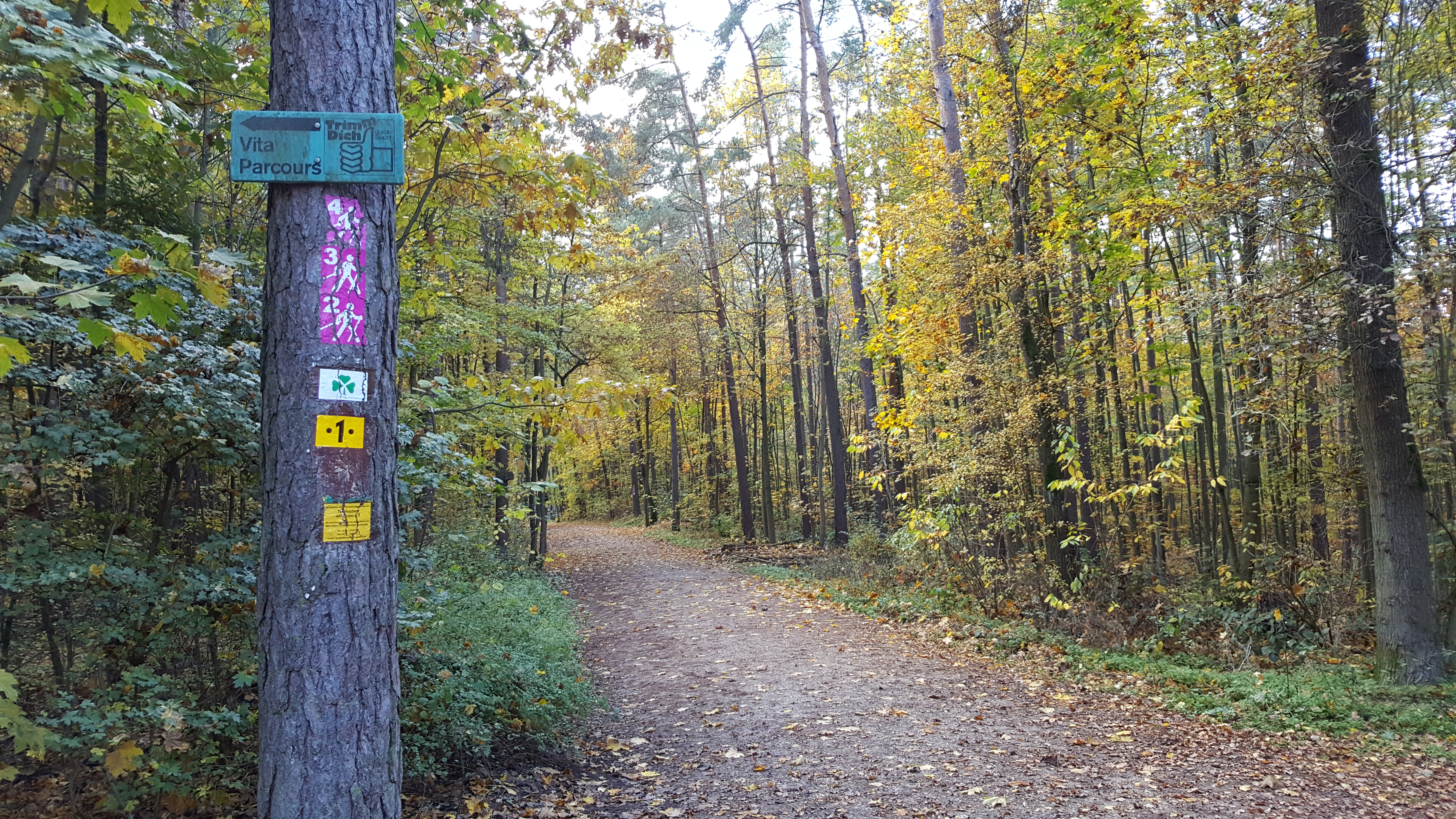
Wanderwege in einem Stadtwald